# Sackville North
Sackville North är en del av en befolkad plats i Australien. Den ligger i kommunen The Hills Shire och delstaten New South Wales, i den sydöstra delen av landet, omkring 51 kilometer nordväst om delstatshuvudstaden Sydney. Antalet invånare är 272.
Närmaste större samhälle är South Windsor, omkring 17 kilometer sydväst om Sackville North.
I omgivningarna runt Sackville North växer huvudsakligen savannskog. Runt Sackville North är det tätbefolkat, med 276 invånare per kvadratkilometer. Genomsnittlig årsnederbörd är 1 267 millimeter. Den regnigaste månaden är februari, med i genomsnitt 216 mm nederbörd, och den torraste är juli, med 25 mm nederbörd.